# هيدروكسيد البوتاسيوم
هيدروكسيد البوتاسيوم، هو مركب مركب كيميائي غير عضوي  شديد القاعدية له الصيغة KOH، ويسمى عادة بالبوتاس الكاوي.
يعتبر هيدروكسيد البوتاسيوم جنبا إلى جنب مع هيدروكسيد الصوديوم (NaOH) قاعدة قوية نموذجية. وله العديد من التطبيقات الصناعية والمتخصصة، ومعظمها يستخدم طبيعته الكاوية وتفاعله مع الأحماض. تم إنتاج ما يقدر بـ 700.000 إلى 800.000 طن في عام 2005. يعتبر هيدروكسيد البوتاسيوم بمثابة مقدمة لمعظم أنواع الصابون الناعم والسائل، بالإضافة إلى العديد من المواد الكيميائية المحتوية على البوتاسيوم. وهي مادة صلبة بيضاء اللون تسبب التآكل بشكل خطير.

## الخواص
هيدروكسيد البوتاسيوم شديد الذوبان في الماء ومع طرد كميه من الحراره ويتميز انه من القلويات ويأخذ شكل اقراص بيضاء او قشور لا تتحمل درجه الحراره وظهور  لون بنفسجي كما ان سعر هيدروكسيد البوتاسيوم مرتفع فا يفضل الاستخدام هيدروكسيد الصوديوم في الصناعه لانه رخيص جدا

## التحضير
من أقدم الطرق المستخدمة لتحضير هيدروكسيد البوتاسيوم الطريقة التي تعتمد على غلي محلول من كربونات البوتاسيوم مع هيدروكسيد الكالسيوم (الكلس الحي)، حيث يحدث تفاعل استبدال ينتج عنه ترسب كربونات الكالسيوم تاركاً هيدروكسيد البوتاسيوم في المحلول.
Ca(OH)2 (s), (aq) + K2CO3 (aq) → CaCO3 (s) + 2KOH (aq)
بترشيح كربونات الكالسيوم المترسبة وغلي المحلول مرة أخرى نحصل على محلول البوتاس الكاوي.
حديثاً يتم استعمال طريقة التحليل الكهربائي لمحاليل كلوريد البوتاسيوم بأسلوب مشابه لتحضير هيدروكسيد الصوديوم.
2K + (aq) + 2H2O (l) + 2e− → H2 (g) + 2 KOH (aq)
يتشكل غاز الهيدروجين على المهبط (الكاثود)، في حين تحصل أكسدة مصعدية لشاردة (أيون) الكلوريد فينتج لدينا غاز الكلور كناتج ثانوي.
2Cl – — 2e− → Cl2 (g)
إن القيام بعملية فصل بين مساري خلية التحليل ضروري من أجل نجاح العملية.
او بالتفاعل هيدروكسيد السترونتيوم الساخن مع كبريتات البوتاسيوم
Sr(OH)2 +K2SO4---->SrSO4+KOH
او بالتفاعل فلز البوتاسيوم مع الماء المقطر
K+H2O---->KOH+H2

## استخداماته
يستخدم في الزراعة لاستصلاح درجة قاعدية الأراضي (البور) الحامضية. كما يمكن استخدامه كمبيد للأعشاب والفطريات.
ويستخدم في اضافته إلى البطاريات
يستخدم في صناعة الصابون و الورق وكذلك ايضأ يستخدم لتشخيص الإصابة بالبكتيريا المهبليه
والفطريات المهبلية للنساء